# Midskogstjärnen (Ramsele socken, Ångermanland, 706100-152080)
Midskogstjärnen är en sjö i Sollefteå kommun i Ångermanland och ingår i Ångermanälvens huvudavrinningsområde.